# Spodsbjerg

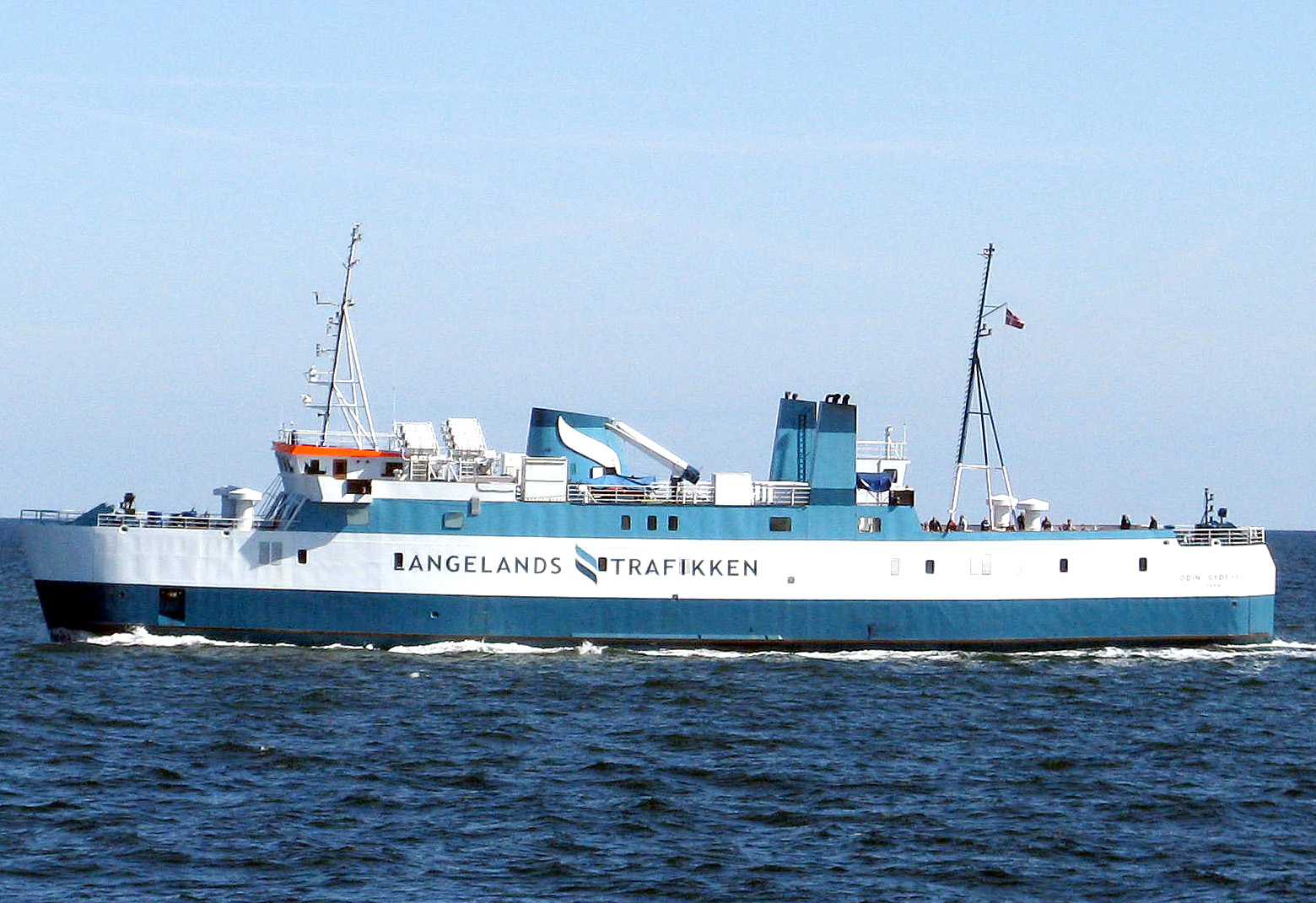
M/V Odin Sydfyn

Spodsbjerg is een plaats in de Deense regio Zuid-Denemarken, gemeente Langeland. De plaats telt 214 inwoners (2020).
LangelandsFærgen (De LangelandsVeerboot) bedient de verbinding tussen Spodsbjerg en Tårs met de M/V Frigg Sydfyen, de M/V Odin Sydfyen en de M/F VESBORG.

## Station

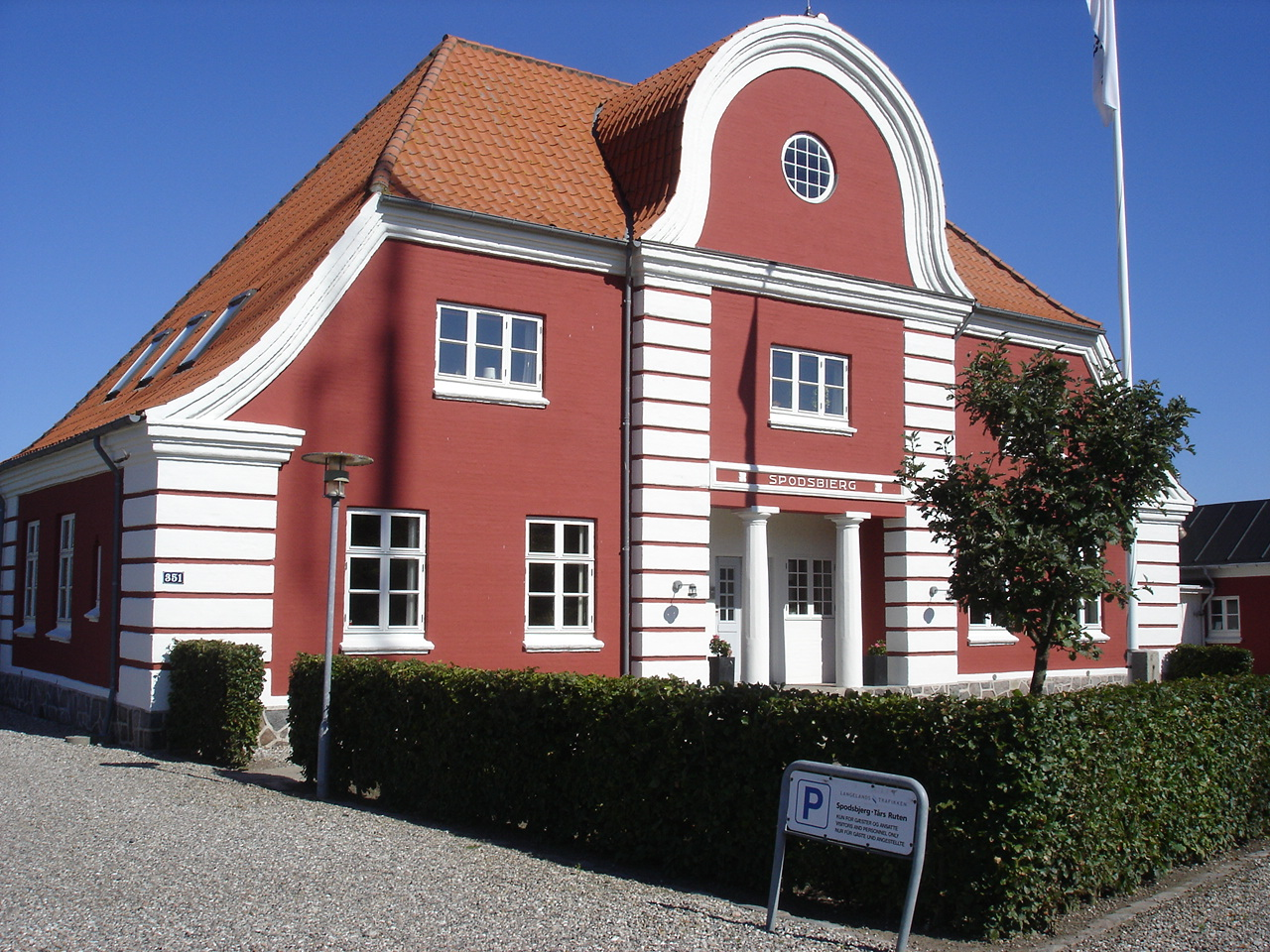
Voormalig station

Spodsbjerg was tot 1966 een van de eindpunten van de spoorlijn Rudkøbing - Bagenkop / Spodsbjerg. Deze lijn werd in 1911 aangelegd. Plannen om de lijn met een tak naar het noorden van het eiland uit te breiden zijn nooit uitgevoerd. De lijn die wel is aangelegd was onderdeel van een grotere route waarbij Svendborg op het eiland Funen met veerboot en trein werd verbonden met Nakskov op het eiland Lolland. De veerboot tussen Langeland en Lolland vaart nog steeds, maar de spoorlijn is al in 1966 gesloten. Het station in Spodsbjerg is nog wel aanwezig.